# Uruguay en la Copa Mundial de Rugby de 2019
La Selección de rugby de Uruguay fue uno de los 20 participantes de la Copa Mundial de Rugby de 2019 que se realizó en Japón.
Fue la cuarta participación de los Teros en la Copa Mundial de Rugby.

## Plantel
- Lista de 31 jugadores convocados para la Copa Mundial de Rugby de 2019.[2]

 Esteban Meneses anunció la selección de 31 hombres de Uruguay para la Copa Mundial de Rugby de 2019.
- Caps actualizadas a 7/9/2019

| Posición       | Nombre                    | Fecha de nacimiento      | Encuentros | Club                   |
| -------------- | ------------------------- | ------------------------ | ---------- | ---------------------- |
| Hooker         | Germán Kessler            | 1 de julio de 1994       | 49         | Utah Warriors          |
| Hooker         | Facundo Gattas            | 2 de julio de 1995       | 30         | Hindú                  |
| Hooker         | Guillermo Pujadas         | 6 de febrero de 1997     | 9          | Champagnat             |
| Pilar          | Diego Arbelo              | 26 de julio de 1992      | 5          | Montevideo Cricket     |
| Primera Línea  | Juan Echeverría           | 9 de octubre de 1991     | 51         | Austin Elite           |
| Primera Línea  | Joaquín Jaunsolo          | 12 de septiembre de 1998 | 1          | Los Cuervos            |
| Primera Línea  | Mateo Sanguinetti         | 26 de julio de 1992      | 63         | Houston SaberCats      |
| Primera Línea  | Juan Rombys               | 5 de marzo de 1987       | 30         | Trébol de Paysandú     |
| segunda línea  | Ignacio Dotti             | 18 de agosto de 1994     | 46         | New Orleans Gold       |
| segunda línea  | Manuel Leindekar          | 23 de abril de 1997      | 14         | Oyonnax                |
| segunda línea  | Diego Magno               | 27 de abril de 1989      | 90         | Houston SaberCats      |
| ala            | Manuel Diana              | 4 de marzo de 1996       | 22         | Old Christians         |
| ala            | Diego Civetta             | 28 de febrero de 1998    | 5          | Darlington Mowden Park |
| ala            | Franco Lamanna            | 5 de octubre de 1991     | 44         | SC Mazamet             |
| ala            | Manuel Ardao              | 9 de septiembre de 1998  | 4          | Old Christians         |
| ala            | Juan Manuel Gaminara (c.) | 1 de mayo de 1989        | 67         | Old Boys               |
| ala            | Alejandro Nieto           | 7 de enero de 1988       | 69         | Houston SaberCats      |
| ala            | Juan Diego Ormaechea      | 28 de enero de 1989      | 31         | Carrasco Polo          |
| medio scrum    | Santiago Arata            | 2 de septiembre de 1996  | 39         | Houston SaberCats      |
| medio scrum    | Agustín Ormaechea         | 8 de marzo de 1991       | 45         | Stade Montois          |
| medio scrum    | Tomás Inciarte            | 22 de octubre de 1996    | 14         | Old Christians         |
| medio apertura | Felipe Berchesi           | 12 de abril de 1991      | 32         | US Dax                 |
| medio apertura | Juan Manuel Cat           | 6 de septiembre de 1996  | 31         | Old Boys               |
| centro         | Agustín Della Corte       | 11 de septiembre de 1997 | 8          | Trébol de Paysandú     |
| centro         | Andrés Vilaseca           | 8 de mayo de 1991        | 55         | Austin Elite           |
| centro         | Nicolás Freitas           | 3 de julio de 1993       | 34         | Carrasco Polo          |
| wing           | Federico Favaro           | 19 de mayo de 1991       | 30         | Old Christians         |
| wing           | Leandro Leivas            | 6 de julio de 1988       | 74         | Toronto Arrows         |
| wing           | Rodrigo Silva             | 2 de noviembre de 1992   | 57         | Austin Elite           |
| zaguero        | Gastón Mieres             | 5 de octubre de 1989     | 67         | Toronto Arrows         |
| zaguero        | Felipe Echeverry          | 23 de junio de 1996      | 2          | Carrasco Polo          |

## Partidos de preparación
| 22 de junio de 2019 | Uruguay | 21 - 41 | España | Estadio Charrúa, Montevideo |  |

| 24 de agosto de 2019 | Uruguay | 24 - 20 | Sudamérica XV | Estadio Charrúa, Montevideo |  |

| 30 de agosto de 2019 | Uruguay XV | 43 - 5 | Brasil XV | Estadio Charrúa, Montevideo |  |

| 7 de septiembre de 2019 | Uruguay | 24 - 35 | Argentina XV | Estadio Charrúa, Montevideo |  |

## Participación

### Grupo D
| Posición | Selección | Partidos | Partidos | Partidos  | Partidos | Tries a favor | Tantos  | Tantos    | Tantos     | Puntos extra | Puntos |
| Posición | Selección | jugados  | ganados  | empatados | perdidos | Tries a favor | a favor | en contra | diferencia | Puntos extra | Puntos |
| -------- | --------- | -------- | -------- | --------- | -------- | ------------- | ------- | --------- | ---------- | ------------ | ------ |
| 1        | Gales     | 4        | 4        | 0         | 0        | 17            | 136     | 69        | +67        | 3            | 19     |
| 2        | Australia | 4        | 3        | 0         | 1        | 20            | 136     | 68        | +68        | 4            | 16     |
| 3        | Fiyi      | 4        | 1        | 0         | 3        | 17            | 110     | 108       | +2         | 3            | 7      |
| 4        | Georgia   | 4        | 1        | 0         | 3        | 9             | 65      | 122       | –57        | 1            | 5      |
| 5        | Uruguay   | 4        | 1        | 0         | 3        | 6             | 60      | 140       | –80        | 0            | 4      |

#### Partidos
| 25 de septiembre de 2019, 14:15 | Fiyi                                                                                               | BO BD 27 – 30 | Uruguay | Kamaishi Recovery Memorial Stadium, Kamaishi | |
| | Tries: Dolokoto 8' Mawi 19' Ratuniyarawa 48' Matawalu 67', 80' Conversiones: (1/5) J. Matavesi 20' | Reporte       | Tries: 14' Arata 22' Diana 26' Cat Conversiones: 15', 23', 28' Berchesi (3/3) Penales: 38', 61', 76' Berchesi (3/4) | Asistencia: 14 025 espectadores Árbitro(s): Pascal Gaüzère Jueces de touch: Angus Gardner Andrew Brace Television Match Official: Marius Jonker | Asistencia: 14 025 espectadores Árbitro(s): Pascal Gaüzère Jueces de touch: Angus Gardner Andrew Brace Television Match Official: Marius Jonker |
| Germán Kessler (Uruguay) alcanzó los 50ª test match. Es el primer triunfo de Uruguay en la copa desde que derrotara a Georgia durante el mundial de 2003. Es el primer triunfo de Uruguay sobre Fiyi, y una nación de las islas del Pacífico. Esta es la primera vez que Uruguay derrota a un equipo ubicado en el top 10 del ranking. | |               | | | |

| 29 de septiembre de 2019, 14:15 | Georgia | BO 33 – 7 | Uruguay                                                                                | Kumagaya Rugby Stadium, Kumagaya | |
| | Tries: Todua 8' Giorgadze 29' Chilachava 42' Bregvadze 51' Kveseladze 57' Conversiones: (4/5) Abzhandadze 29', 43', 52', 58' | Reporte   | Try: · 32' Vilaseca · Conversión: · 33' Berchesi (1/1) · Tarjeta: · 77' Facundo Gattas | Asistencia: 24 895 espectadores Árbitro(s): Wayne Barnes Jueces de touch: Paul Williams Alexandre Ruiz Television Match Official: Marius Jonker | Asistencia: 24 895 espectadores Árbitro(s): Wayne Barnes Jueces de touch: Paul Williams Alexandre Ruiz Television Match Official: Marius Jonker |
| La tarjeta roja de Facundo Gattas convirtió a Uruguay en el primer equipo en recibir tarjetas rojas en dos copas mundiales consecutivas. El primer try de Georgia fue el primero que no logró convertir en una Copa Mundial de Rugby. | |           |                                                                                        | | |

| 5 de octubre de 2019, 14:15 | Australia | BO 45 – 10 | Uruguay                                                                 | Oita Stadium, Ōita                                                                                          | |
|                             | Tries: Haylett-Petty 5', 67' Petaia 23' Kuridrani 30', 45' Genia 52' Slipper 60' Conversiones: (5/7) Lealiifano 6', 24', 47', 54', 62' | Reporte    | Try: 78' Diana Conversión: 78' Berchesi (1/1) Penal: 12' Berchesi (1/1) | Árbitro(s): Mathieu Raynal Jueces de touch: Jérôme Garcès Karl Dickson Television Match Official: Ben Skeen | Árbitro(s): Mathieu Raynal Jueces de touch: Jérôme Garcès Karl Dickson Television Match Official: Ben Skeen |

| 13 de octubre de 2019, 17:15 | Gales | BO 35 – 13 | Uruguay                                                                        | Kumamoto Stadium, Kumamoto                                                                                | |
|                              | Tries: Smith 17' Adams 49' try penal 66' T. Williams 74' G. Davies 80+5' Conversiones: (4/4) Halfpenny 18', 50', 75', 80+6' | Reporte    | Try: 71' Kessler Conversión: 72' Berchesi (1/1) Penal: 22', 39' Berchesi (2/2) | Árbitro(s): Angus Gardner Jueces de touch: Luke Pearce Karl Dickson Television Match Official: Rowan Kitt | Árbitro(s): Angus Gardner Jueces de touch: Luke Pearce Karl Dickson Television Match Official: Rowan Kitt |